# Leigh Snowden
Leigh Snowden (Memphis, 23 de junio de 1929-North Hollywood, 16 de mayo de 1982) fue una actriz de cine y televisión estadounidense.

## Primeros años de vida
Snowden nació como Martha Lee Estes en Memphis, Tennessee, Estados Unidos. Cuando su padre murió cuando ella tenía tres años, Estes y su madre se mudaron a Covington, Tennessee. Estes se casó con su compañero de clase, James Snowden, y se mudó con él a San Francisco, California, cuando se unió al ejército. Después del nacimiento de dos hijos, una niña y un niño, Leigh y James Snowden se divorciaron sin oposición y Leigh obtuvo la custodia de los niños.

## Carrera
Después de su divorcio, Snowden se mudó a Los Ángeles, California, y trabajó como modelo y en pequeños papeles en televisión. Obtuvo su gran oportunidad en el mundo del espectáculo en un programa navideño de Jack Benny que fue televisado desde la Base Naval de San Diego. Cuando Snowden caminó por el escenario frente a una audiencia de 10,000 marineros, los marineros vitorearon y silbaron con tanto entusiasmo que 11 estudios de Hollywood la contactaron al día siguiente. El evento llevó al titular del periódico «Sailors 'Whistles Blow Blonde into Film Studio». Snowden eligió Universal Pictures por la formación que le proporciona su escuela de cine; comenzó clases de canto y actuación con Mara Corday, Pat Crowley, Clint Eastwood, James Garner y John Saxon.
Snowden apareció en las películas All That Heaven Allows, The Square Jungle, The Creature Walks Among Us, Outside the Law, I've Lived Before y Hot Rod Rumble, además de apariciones en televisión. Su última actuación en cine fue como Evie en Los comancheros (1961). Sus últimos papeles en televisión llegaron en episodios de This Is Alice (1958) y Tightrope (1960).
En 1956, Snowden conoció al acordeonista Dick Contino en una fiesta ofrecida por el actor Tony Curtis. En septiembre, después de una relación de tres meses, Snowden y Contino se casaron. La familia de Contino, que era católica, originalmente se opuso al matrimonio porque Snowden estaba divorciada, pero cedieron y asistieron a la ceremonia civil en un hotel de Beverly Hills. Snowden y Contino tuvieron tres hijos juntos, además de los dos hijos de ella de su primer matrimonio. Snowden dejó la actuación después de su matrimonio y el nacimiento de su primer hijo con Contino. A veces aparecía con él, como cantante, en sus actuaciones en clubes nocturnos.
En 1971, Snowden regresó brevemente a la actuación para aparecer en el papel de Maggie en la producción de Fresno Community Theatre de La gata sobre el tejado de zinc de Tennessee Williams. Ella profesó un amor por el escenario, aunque afirmó estar nerviosa por tener que aparecer usando solamente un vestido lencero durante la mayor parte del segundo acto de la obra.

## Muerte
Snowden murió de cáncer a los 52 años el 16 de mayo de 1982 en North Hollywood, California.

## Filmografía

### Película
| Año  | Título                      | Papel                | Notas         |
| ---- | --------------------------- | -------------------- | ------------- |
| 1955 | Kiss Me Deadly              | Tarta de queso       |               |
| 1955 | Francis in the Navy         | Enfermera Appleby    |               |
| 1955 | All That Heaven Allows      | Jo-Ann Grisby        |               |
| 1955 | The Square Jungle           | Lorraine Evans       |               |
| 1956 | The Creature Walks Among Us | Marcia Barton        |               |
| 1956 | Outside the Law             | Maria Craven         |               |
| 1956 | The Rawhide Years           | Miss Vanilla Bissell |               |
| 1956 | I've Lived Before           | Lois Gordon          |               |
| 1957 | Hot Rod Rumble              | Terri Warren         |               |
| 1961 | Los comancheros             | Ada Belle            | Sin acreditar |

### Televisión
| Año       | Título                 | Papel                       | Notas                              |
| --------- | ---------------------- | --------------------------- | ---------------------------------- |
| 1954      | The Jack Benny Program | Hermosa chica               | Episodio: «The Life of Jack Benny» |
| 1955      | Studio 57              |                             | Episodio: «The Will to Survive»    |
| 1955      | The Mickey Rooney Show | Mona Sanders                | Episodio: «Star Struck»            |
| 1955      | Lux Video Theatre      | Haney Benson / Diane Baxter | 2 episodios                        |
| 1955–1959 | The Bob Cummings Show  | Corista / Cynthia / Doris   | 3 episodios                        |
| 1958      | This Is Alice          | Betty Lou                   | 3 episodios                        |
| 1959      | The Lineup             | Helen                       | Episodio: «Vengeful Knife»         |
| 1960      | Tightrope              | Candy                       | Episodio: «Three to Make Ready»    |
| 1960      | Bachelor Father        | Elaine Baker                | Episodio: «Where There's a Will»   |
| 1961      | The Detectives         | Susie                       | Episodio: «One Lucky Break»        |